# Iván Zamorano
Iván Luis Zamorano Zamora (Santiago, 1967. január 18. –) korábbi chilei válogatott labdarúgó.
Minden idők egyik legjobb chilei labdarúgójaként felkerült a Pelé által összeállított FIFA 100 listára, a ma élő legjobb 125 labdarúgó közé.

## Pályafutás
Pályafutását 1987-ben hazájában, a Cobresal csapatában kezdte, innen szerződött Európába. Először a svájci St. Gallen csapatában, majd Spanyolországban a Sevilla és a Real Madrid együttesének játékosa volt. Olaszországban, az Internazionalét erősítette, végül légiós pályafutását a mexikói Club América csapatánál fejezte be. Utoljára a chilei Colo-Colo játékosa volt, 2003-ban fejezte be karrierjét.
A játékos karrierjének legjobb éve 1995 volt, amikor a Real Madriddal spanyol bajnoki címet szerzett, 27 góllal pedig a bajnokság gólkirálya is volt. 1998-ban az Inter színeiben UEFA-Kupát nyert.

### A válogatottban
Pályafutása alatt 69-szer szerepelt a chilei labdarúgó-válogatottban, ezeken 34 gólt szerzett. Részt vett az 1998-as labdarúgó-világbajnokságon, a 2000-es olimpiáról pedig bronzéremmel tért haza.